# 요도퀴스 판 로덴슈타인
요도퀴스 판 로덴슈타인 ( Jodocus van Lodenstein; 1620년 - 1677년 )는 네덜란드의 개혁주의자이다. 성경적 경건생활을 강조하였다. 그의 저서인 시온의 명상(Beschouwinge van Zion)에서 '개혁된 교회는 항상 개혁되어야 한다.' (ecclesia reformanda, semper reformand, the church reformed, always reforming)을 사용한 것이 널리 애용되었다. 
그는 1620년에 델프트시에서 유복한 가정에서 태어났다.  그는 당대 가장 훌륭한 개혁주의 교수로부터 교육을 받았다.  
한 명은 유트레히의 기스베르투스 푸티우스이고 언약신학자인 요한 코케이우스였다.  그 중 푸티우스에게서 영향을 더 받았다.  
네덜란드의 유나이티지역의 유트레히에 있는 개혁교회의 목회자로 남은 여생을 보냈다. 그는 목회자로서, 항상 신자들을 훈련된 기독교인으로 양육했다.   

## 저서
- A Spiritual Appeal to  Christ's Bride. 보관됨 2020-06-03 - 웨이백 머신